# Приішимське
Приіши́мське (каз. Приишимское) — село у складі Осакаровського району Карагандинської області Казахстану. Входить до складу Піонерського сільського округу.
Населення — 430 осіб (2021; 536 у 2009, 702 у 1999, 844 у 1989).
Національний склад станом на 1989 рік:
- росіяни — 68 %.